# Гунделфинген ан дер Донау
Гунделфинген ан дер Донау (на немски: Gundelfingen an der Donau; Gundelfingen a.d.Donau) е град в Швабия, Бавария в Германия със 7705 жители (към 31 декември 2017). Намира се на река Дунав между Гюнцбург и Дилинген ан дер Донау.
За пръв път Гунделфинген е споменат в документ ок. 750 г. През 1220 г. получава права на град и се построява градската стена.
- Кметството на Гунделфинген
- Гунделфинген на река Дунав